# Хазинедар
Хазинедар (на турски: Hazinedar) е село в Източна Тракия, Турция, вилает Лозенград.

## География
Селото се намира на 19 км северозападно от Бабаески.

## История
В XIX век Хазинедар е село в Хавсенската кааза на Одринския вилает на Османската империя. Според „Етнография на вилаетите Адрианопол, Монастир и Салоника“, издадена в Константинопол в 1878 година и отразяваща статистиката на населението от 1873, Хазнатар (Haznatar) е село с 45 домакинства и 142 жители мюсюлмани.